# Pseudopaludicola parnaiba
Pseudopaludicola parnaiba é uma espécie de anfíbio da família Leptodactylidae. Endêmica do Brasil, pode ser encontrada no município de Ribeiro Gonçalves, no estado do Piauí.